# Cristian Barrios
Cristian Darío Barrios Puertas (Barranquilla, Colombia; 19 de mayo de 1998) es un futbolista colombiano. Juega de centrocampista y su equipo actual es el América de Cali de la Categoría Primera A.
Es hermano del también jugador Michael Barrios.

## Trayectoria
Barrios comenzó su carrera en 2016 en el Atlético Fútbol Club en la Categoría Primera B.
En 2017 llegó al Patriotas Boyacá, donde jugó seis años.
De cara a la temporada 2023, firmó en el América de Cali, logrando afianzarse rápidamente en el equipo titular del América.

## Estadísticas
Actualizado al último partido disputado el 18 de junio de 2023.
| Club                        | Div.          | Temporada     | Liga  | Liga  | Copas nacionales | Copas nacionales | Copas internacionales | Copas internacionales | Total | Total |
| Club                        | Div.          | Temporada     | Part. | Goles | Part.            | Goles            | Part.                 | Goles                 | Part. | Goles |
| --------------------------- | ------------- | ------------- | ----- | ----- | ---------------- | ---------------- | --------------------- | --------------------- | ----- | ----- |
| Atlético · Colombia         | 2.ª           | 2016          | 9     | 1     | 0                | 0                | —                     | —                     | 9     | 1     |
| Atlético · Colombia         | 2.ª           | 2017          | 12    | 2     | 5                | 0                | —                     | —                     | 17    | 2     |
| Atlético · Colombia         | Total club    | Total club    | 21    | 3     | 5                | 0                | 0                     | 0                     | 26    | 3     |
| Patriotas Boyacá · Colombia | 1.ª           | 2017          | 1     | 0     | 0                | 0                | —                     | —                     | 1     | 0     |
| Patriotas Boyacá · Colombia | 1.ª           | 2018          | 5     | 1     | 1                | 0                | —                     | —                     | 6     | 1     |
| Patriotas Boyacá · Colombia | 1.ª           | 2019          | 22    | 3     | 5                | 0                | —                     | —                     | 27    | 3     |
| Patriotas Boyacá · Colombia | 1.ª           | 2020          | 22    | 0     | 2                | 0                | —                     | —                     | 24    | 0     |
| Patriotas Boyacá · Colombia | 1.ª           | 2021          | 29    | 6     | 0                | 0                | —                     | —                     | 29    | 6     |
| Patriotas Boyacá · Colombia | 1.ª           | 2022          | 36    | 9     | 0                | 0                | —                     | —                     | 36    | 9     |
| Patriotas Boyacá · Colombia | Total club    | Total club    | 115   | 19    | 8                | 0                | 0                     | 0                     | 123   | 19    |
| América de Cali · Colombia  | 1.ª           | 2023          | 36    | 11    | 2                | 1                | —                     | —                     | 38    | 12    |
| América de Cali · Colombia  | Total club    | Total club    | 36    | 11    | 2                | 1                | 0                     | 0                     | 38    | 12    |
| Total carrera               | Total carrera | Total carrera | 172   | 33    | 15               | 1                | 0                     | 0                     | 187   | 34    |

## Vida personal
En 2023 Barrios sufrió la pérdida de su hijo de dos meses.